# 乾州直隶厅
乾州直隶厅，清朝时设置的直隶厅。

乾州厅在湖南省的位置（1820年）

康熙四十三年（1704年）置乾州厅，治所在今湖南省吉首市西南乾州街道，属辰州府。嘉庆元年（1796年）升为乾州直隶厅，属湖南省。1913年废乾州厅改为乾城县。